# Pathocerus
Pathocerus is een geslacht van kevers uit de familie Vesperidae. De wetenschappelijke naam van het geslacht werd in 1901 gepubliceerd door Charles Owen Waterhouse.

## Soorten
Pathocerus is monotypisch en omvat slechts de volgende soort:
- Pathocerus wagneri Waterhouse, 1901